# Dezső Frigyes

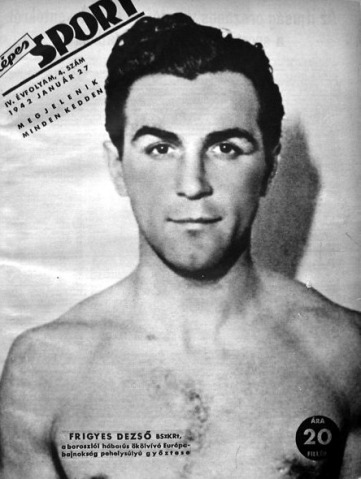
Couverture de l’hebdomadaire national illustré « Képes Sport » * avec Dezső Frigyes, après sa victoire aux championnats d’Europe. Édition du 27 janvier, 1942.
- cet hebdomadaire illustré n’a aucun lien avec « Sports Illustrated », le magazine américain.

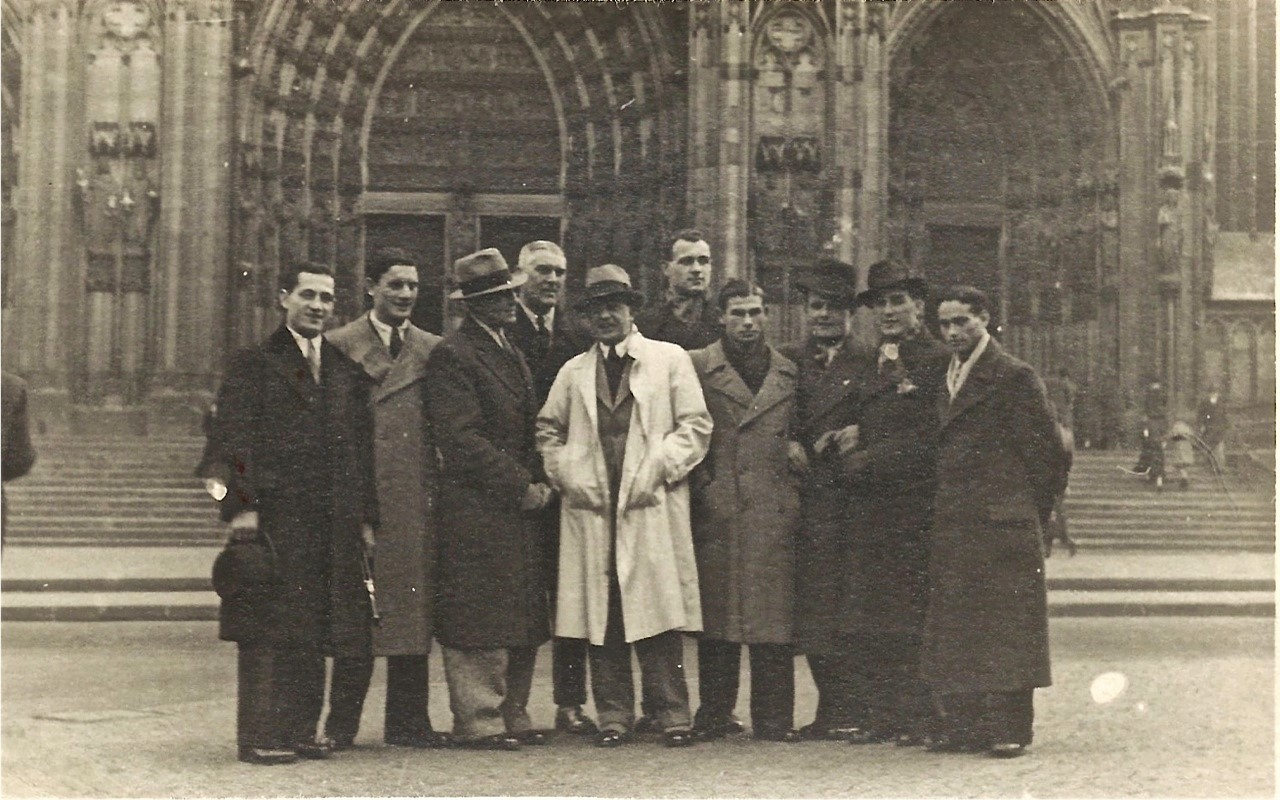
Équipe nationale hongroise de boxe devant la cathédrale de Cologne, en Allemagne, aux alentours de 1935. Frigyes est la deuxième personne à partir de la droite.

Dezső Frigyes, né Dezső Fritsch le 27 novembre 1913 à Budapest et mort le 18 juillet 1984 à Cleveland dans l’état d’Ohio aux États-Unis, est un boxeur hongrois qui a remporté la médaille d'argent aux championnats d'Europe de boxe amateur 1934 dans la catégorie poids plumes à Budapest. Il a également été demi-finaliste aux Jeux olympiques de Berlin en 1936, et a remporté une médaille d'or en 1942 à Breslau (aujourd'hui Wrocław) aux championnats d'Europe, à nouveau en poids plumes.

## Jeunesse
Frigyes est né à Budapest dans une famille hongroise Souabes du Danube. Il a commencé sa carrière de boxeur à l'âge de 15 ans en remportant le championnat national de la jeunesse hongroise. Il a été sélectionné dans l'équipe nationale de boxe en 1932 à l'âge de 18 ans. Pendant les 12 années suivantes, il a voyagé dans toute l’Europe pour des compétitions, dont les Jeux olympiques de 1936 et deux championnats d'Europe. La même année, il a entamé une tournée américaine.

## Faits marquants de sa carrière de boxeur
Après des victoires à Berlin et à Varsovie, Frigyes remporta la médaille d'argent en poids plumes aux championnats d'Europe de Budapest, en avril 1934. En quart de finale du tournoi, il gagne aux points face au Suédois Gösta Alm puis récidive en demi-finale contre le Polonais Mieczysław Forlański. En finale, il perd aux points contre l'Allemand Otto Kästner.
En août 1936, Frigyes participe aux Jeux olympiques d'été de Berlin. Il bat au second tour le Danois Sigfred Madsen. En quart de finale, il s'impose face au Canadien William « Billy » Marquart aux points et se qualifie ainsi pour les demi-finales. Là, il perd aux points contre l'Argentin Oscar Casanovas, futur champion olympique. Dans le duel pour la médaille de bronze, il perd face à l'Allemand Josef Miner. Jusqu’en 1948, les perdants des demi-finales participaient à une compétition pour la médaille de bronze. Depuis 1952, les deux demi-finalistes qui se sont inclinés à ce stade de la compétition reçoivent directement des médailles de bronze.
En octobre 1936, Frigyes participe au tournoi annuel « US Golden Gloves vs. Europe » à New York. Il finit premier dans la catégorie poids plumes en battant Bernie Miller. En 1938, il remporte le championnat national hongrois dans cette catégorie. Cette année-là, les rencontres internationales sont nombreuses. En cinq matches pour la Hongrie, Frigyes en remporte quatre, battant les Italiens Antonio Mangialardo à Trieste et Aroldo Montanari à Riccione. Il bat aussi l’Allemand Jakob Schöneberger à Budapest et le Polonais Antoni Czortek.
Entre le 20 et le 25 janvier 1942, une foule de 8 000 personnes s'amasse dans l’immense salle du Jahrhunderthalle à Breslau, en Allemagne, à l'occasion des championnats d'Europe de boxe amateur. Frigyes remporte la médaille d'or en battant l'Allemand Arthur Büttner en finale. Après la Seconde Guerre mondiale, les résultats de ce championnat d'Europe ont été annulés par l'AIBA.

## Reconversion en entraineur et émigration
Les Jeux olympiques de 1940 et 1944 ont été annulés pendant la Seconde Guerre mondiale. Par la suite, Frigyes avait dépassé l’âge pour participer aux compétitions amateures. La Hongrie était sous l’occupation soviétique et il n'a pas rejoint le Parti communiste.
Progressivement à partir de 1949, il a été autorisé à travailler comme coach mais à condition de rester éloigné de Budapest. Dans la ville de Győr au nord-est, il a donc commencé à former les boxeurs de Vasas ETO. En un an, il a pu faire sortir le premier champion national du club régional, László Szabó, et l'équipe régionale de Vasas ETO a atteint la ligue majeure pour rejoindre les plus grands clubs de Budapest. En 1951, il fut nommé meilleur entraîneur du réseau national de Vasas. De 1953 à 1956, il a fait partie du groupe des entraîneurs de l'équipe nationale hongroise.
Lorsque la révolution hongroise de 1956 fut étouffée par l'armée soviétique, Frigyes emmena sa famille aux Etats-Unis. À leur arrivée, ils sont entrés dans le camp de réfugiés Kilmer dans l’État du New Jersey. Une chaîne nationale de télévision a demandé de les interviewer dans le camp. Frigyes a refusé parce qu'il craignait d'éventuelles représailles contre des membres de leur famille restés en Hongrie.
La procédure d'immigration aux États-Unis au milieu des années 50 consistait à répartir les réfugiés dans différentes parties du pays. Frigyes et sa famille ont été placées à Cleveland, dans l’état de l’Ohio. Il a ensuite continué à former des boxeurs pour le championnat des « Golden Gloves », et certains ont remporté des médailles.
Frigyes est décédé le 18 juillet 1984 à Cleveland. Il laissa derrière lui, Eszter, son épouse de 37 ans. Elle était cadre dans la société Chilcote. Il laissa aussi son fils Dennis, avocat dans l'Ohio et plus tard en Californie, ainsi que ses deux filles de son précédent mariage, Vilma Fülöp et Ágnes Fehér.

## Épilogue
Après la Seconde Guerre mondiale, la Jahrhunderthalle de Wrocław a été rebaptisée Hala Ludowa. Elle est inscrite au patrimoine mondial de l'UNESCO depuis 2006. Le grand orgue a été déplacé dans la cathédrale de Saint-Jean le Baptiste, siège de l'archidiocèse catholique romain de Wrocław.
En 2008, Esther Frigyes et son fils Dennis, se sont rendus en Pologne pour visiter les deux endroits. 1942 n’était pas du tout l’époque du directeur actuel de Hala Ludowa. Malgré cela, il a illuminé toute la salle et ouvert les archives pour la famille en l’honneur de l’ancien champion.
À la cathédrale, la mère supérieure et l'organiste parlaient couramment l'allemand, même si ce dernier ne connaissait pas l'hymne demandé. Devant la cathédrale, près de la fontaine, un fils américain parlant allemand à un organiste polonais s'est ainsi retrouvé à fredonner l'hymne national hongrois qu’il ne connaissait pas. L'organiste a transcrit les notes sur une serviette en papier, et grâce à une bonne oreille, il a pu recréer l’intégralité de l'hymne hongrois. L’organiste joua ainsi cette musique que Dezső Frigyes avait entendu interpréter, 66 ans plus tôt, sur le même orgue.